# Dominans (film)
 For alternative betydninger, se Dominans. (Se også artikler, som begynder med Dominans)
Dominans er en dansk dokumentarfilm fra 1994, der er instrueret af Steen Schapiro efter eget manuskript .

## Handling
Det handler om at længes efter at blive taget, forført og brugt, om at give slip på sig selv, give sig hen, om at være bundet og alligevel på sær og stærk måde føle frihed og kærlighed. Det handler om glæden og nydelsen ved seksuel dominans, ved grænseoverskridelser, ekstremer og ekshibitionisme. Det handler om offer og bøddel, pisk og gabestok, fantasifulde grader af afklædthed og det østtyske luftvåbens officerskasket. Det handler om hundesnor, lænker og ringe. Det handler om sadomasochisme som en tilstand, som meditation, som lyst.